# Tomb Raider (comics)
Pour les articles homonymes, voir Tomb Raider (homonymie).
Tomb Raider est une série de comics basées sur la franchise Tomb Raider et publiée entre 1999 et 2005 par Top Cow. 
Ces séries sont adaptés des jeux développés par Core Design mais ne se déroule pas dans l'univers de la franchise. Leurs publications cessent peu de temps après la reprise de la franchise par Crystal Dynamics.
En 2014, l'univers comics de la franchise est rebooté par Dark Horse Comics. Une nouvelle série, basée cette fois-ci sur le reboot de 2013 de Crystal Dynamics et se déroulant dans l'univers des jeux, commence à être publiée. Parallèlement, l'éditeur publie une autre série se déroulant dans l'univers de la série dérivée Lara Croft.

## Historique
La série de comics, qui fut publiée de 1999 à 2005 (l'année où le cinquantième et dernier opus est sorti), était constituées d'épisodes mensuels, publiés par Top Cow, qui en obtint les droits de production après une longue lutte. Auparavant, la maison d'édition Glénat avait pourtant obtenu le feu vert de la branche française d'Eidos pour produire une série de BD intitulée Dark Eons (traduisible par Âges Sombres). La série de Glénat, au scénario créé par Alex Alice, a dû être retirée du marché peu de temps après la sortie du premier tome en 1999.
En plus de la série de comics mensuelle, une série parallèle en 12 parties, intitulée Journeys (traduisible par Voyages), a été publiée de 2001 à 2003.
Les comics suivent une continuité différente de celles des jeux et des films. Dans les comics, le crash d'avion subi par Lara tue ses deux parents et son fiancé, et a donc lieu alors qu'elle est adulte, et non une petite fille, comme c'est le cas dans le jeu vidéo Tomb Raider : Legend. Les écrivains Dan Jurgens, John Nay Riber et James Bonny ont travaillé sur les séries, qui ont également compté sur le talent artistique d'Andy Park, Michael Turner, Billy Tan et Adam Hughes, ainsi que de nombreux autres.
Quelques one-shot sont occasionnellement sortis, et de fréquents crossovers ont eu lieu avec d'autres publications de Top Cow, comme avec Fathom, The Darkness, Magdalena et Witchblade.
À la fin de 2006, Top Cow sort Tomb Raider Compendium, long volume et édition collector de la série de comics Tomb Raider, possédant une couverture qui sera reprise en 2008. Le livre contient les cinquante opus (totalisant plus de mille pages), ainsi qu'une galerie de couvertures, pour la plupart réalisées par Adam Hugues. Cette collection n'inclut cependant pas les éditions spéciales, les minis et les one-shot des séries. Cela expliquerait probablement pourquoi la compilation possède le sous-titre "Volume Un" sur le côté.
Bandai a également publié un tankōbon, qui reprend des anciennes histoires dans un petit livre en noir et blanc.
Des comics Tomb Raider ont été de nouveau annoncés en 2007, mais les sorties ont été retardées, comme souvent pour des questions de négociation de la licence avec Eidos.

## Publications
Les comics ont été réédités en livres de poche :
- Tomb Raider/Witchblade : Trouble Seeekers (livre de poche, 80 pages, décembre 2002,  (ISBN 1-58240-279-5))
  - Tomb Raider/Witchblade (par l'écrivain et dessinateur Michael Turner, encre de Joe Weems V, Top Cow, 1997)
  - Tomb Raider/Witchblade : Revisted (par l'écrivain et dessinateur Michael Turner, encre de Joe Weems V, Top Cow, 1998)
  - Tomb Raider/Witchblade Special (par l'écrivain William O'Neil, l'écrivain et dessinateur Michael Turner, encre de Joe Weems V, Top Cow, décembre 1998)

- Tomb Raider: The Series (1999, livre de poche Tomb Raider Compendium, 1248 pages, softcover, décembre 2006,  (ISBN 1-58240-637-5), hardcover, février 2008,  (ISBN 1-58240-803-3)), (us Top Cow, 52 volumes 1999-2001) contenant :
  - Saga of the Medusa Mask (collection #1-5, 112 pages, janvier 2001,  (ISBN 1-58240-164-0))
  - Mystic Artifacts (collection #6-10, 136 pages, mai 2001,  (ISBN 1-58240-202-7))
  - Chasing Shangri La (collection #11-15, 128 pages, septembre 2002,  (ISBN 1-58240-267-1))
  - Pieces of Zero (collection #16-17 et 19-20, 96 pages, août 2003,  (ISBN 1-84023-402-4))
- Fathom #12-14: "Ressurection of Taras" (par l'écrivain Bill O'Neil, écrivain et dessinateur Michael Turner, avec dessins additionnels de Talent Caldwell et encre de Jonathan Sibal/Joe Weems V, Top Cow, 2000)
- Tomb Raider: Epiphany (par l'écrivain Dan Jurgens, avec dessins de Mark Pajarillo et encre de Danny Miki, one-shot, Top Cow, 2000)

- Darkness/Tomb Raider (one-shot, Top Cow, avril 2005) contient :
  - "Tomb Raider/The Darkness Special" (par l'écrivain David Wohl, avec dessins de Billy Tan, one-shot, Top Cow, avril 2001)
  - "Darkness Prelude" (par l'écrivain Paul Jenkins, avec dessins de Jae Lee, one-shot, Top Cow, 2003)

- Tomb Raider: Journeys (par l'écrivain Fiona Kai Avery, avec dessins de Drew Johnson/Mun Kao Tan et encre de Jay Leisten/Marlo Alquiza, série limitée de 12 épisodes , 2001-2003)
- Tomb Raider: The Greatest Treasure of All (par l'écrivain Dan Jurgens, avec dessins de Joe Jusko, one-shot, Top Cow, 2002)
- Tomb Raider: Epiphany (par l'écrivain Dan Jurgens, avec dessins de Darryl Banks et encre de Al Vey, one-shot, Top Cow, 2003)

- Witchblade and Tomb Raider (one-shot, Top Cow, 2005) collects:
  - "Witchblade: The Demon" (par l'écrivain Mark Millar, avec dessins de Jae Lee, 2003)
  - "Tomb Raider: Scarface’s Treasure" (par l'écrivain Geoff Johns, avec dessins de Mark Texiera, 2003)

- Tomb Raider: Takeover (par l'écrivain James Bonny, avec dessins de Scott Benefiel et encre de Jasen Rodriguez, one-shot, Top Cow, janvier 2004)
- Tomb Raider: Arabian Nights (par l'écrivain Fiona Kai Avery, avec dessins de Billy Tan, one-shot, Top Cow, août 2004)
- Monster War #2: "Lara Croft: Tomb Raider vs. The Wolf-Men" (par les écrivains Christopher Golden et Tom E. Sniegoski, avec dessins de Joyce Chin, Top Cow/Dynamite Entertainment, juillet 2005)
- Witchblade/Magdalena/Tomb Raider/Vampirella (par les écrivains Kevin McCarthy et Gail Simone, avec dessins de Joyce Chin, one-shot, Top Cow, août 2005)
- Tomb Raider 18 volumes (Gail Simone, Nicolás Daniel Selma, Daniel Dos Santos, Dave Marshall)  Dark Horse Comics 2014
- Tomb Raider: Survivor's Crusade (Collin Kelly, Jackson Lanzing, Ashley A. Woods, Hannah Fisher) Dark Horse Comics 4 volumes novembre 2017)

### Tankōbon
- Tomb Raider Tankōbon
  - Volume 1 - 220 pages, mai 2006 (ISBN 1-59409-666-X)
  - Volume 2 - 220 pages, octobre 2006 (ISBN 1-59409-667-8)
  - Volume 3 - 220 pages, février 2007 (ISBN 1-59409-668-6)
  - Volume 4 - 220 pages, juin 2007 (ISBN 1-59409-669-4)
  - Volume 5 - 220 pages, novembre 2007 (ISBN 1-59409-670-8)

## Interviews
- Heroine Chic: Adam Hughes Talks 'Wonder Woman,' 'Tomb Raider', Comic Book Resources, 15 février 2001
- Tomb Raider: Arabian Nights, Newsarama, 2 août, 2004